# Robatumumab
Il robatumumab è un anticorpo monoclonale con funzione antineoplastica, prodotto da Merck & Co. e da Schering-Plough. Ha per target molecolare il CD221, ossia il recettore per il fattore di crescita insulino-simile 1.
Sono stati condotti studi clinici, giunti in fase 2, vertenti su pazienti con osteosarcoma, con tumore del colon-retto recidivante e con sarcoma di Ewing. La Merck & Co., al termine di questi studi, ha interrotto la produzione del farmaco.